# STS-125
STS-125 – misja wahadłowca kosmicznego Atlantis związana z serwisem Kosmicznego Teleskopu Hubble’a (HST), 126. misja programu lotów wahadłowców. Dla promu Atlantis był to trzydziesty lot w przestrzeń kosmiczną. Misja miała charakter naprawczy i była to piąta (po STS-61, STS-82, STS-103 i STS-109) i zarazem ostatnia misja serwisowa teleskopu Hubble’a. Po misji okres eksploatacji teleskopu miał zostać przedłużony do co najmniej 2015 roku.
Start Atlantisa to pierwszy lot tego promu od czasu misji STS-122 oraz pierwszy lot od czasu misji STS-66 w 1994 roku, którego celem nie była stacja kosmiczna. Była to także pierwsza misja wahadłowca niezwiązana z Międzynarodową Stacją Kosmiczną (ISS) od czasu katastrofy Columbii, STS-107.
W związku z tym, że orbity ISS i HST znacznie się od siebie różnią, prom Atlantis w przypadku zaistnienia sytuacji awaryjnej pozbawiony byłby „bezpiecznej przystani” jaką jest Międzynarodowa Stacja Kosmiczna. Dlatego też misja STS-125 wymagała wsparcia pod postacią promu Endeavour, który był gotowy do wyniesienia na orbitę na kompleksie startowym 39B. Ewentualna misja ratunkowa oznaczona była jako STS-400. Z przyczyn logistycznych misji STS-125, przejazd na platformę startową promu Endeavour nastąpił dwa tygodnie przed przejazdem promu Atlantis. Po tym czasie obydwie platformy startowe były zajęte przez wahadłowce jednocześnie.
Data startu wahadłowca była zaplanowana na 15 października 2008 roku, została jednak bezterminowo odłożona po niespodziewanej awarii teleskopu w dniu 28 września 2008 roku, która wstrzymała prowadzenie przez niego obserwacji naukowych. Na początku grudnia NASA ustaliła nową datę startu, który odbył się 11 maja 2009 roku.

## Załoga
źródło
31 października 2006 roku NASA ogłosiła skład załogi na misję STS-125:
- Scott D. Altman (4) – dowódca
- Gregory C. Johnson (1) – pilot
- Michael T. Good (1) – 1 specjalista misji
- K. Megan McArthur (1) – 2 specjalista misji
- John M. Grunsfeld (5) – 3 specjalista misji
- Michael J. Massimino (2) – 4 specjalista misji
- Andrew J. Feustel (1) – 5 specjalista misji

(liczba w nawiasie oznacza liczbę lotów odbytych przez każdego z astronautów)
W skład załogi wchodziło trzech astronautów, którzy brali udział w poprzednich naprawach HST. Altman brał udział w misji STS-109 w 2002 roku jako dowódca. Astronom Grunsfeld naprawiał Hubble’a dwa razy oraz brał udział we wszystkich pięciu spacerach kosmicznych podczas misji naprawczej STS-103 w 1999 roku. Z kolei Massimino brał udział w misji STS-109 z Altmanem i Grunsfeldem i uczestniczył w dwóch spacerach kosmicznych.

## Parametry misji
źródło
- Perygeum: 302 km
- Apogeum: 566 km
- Inklinacja: 28,5°
- Okres orbitalny 93,3 minut

## Ładunek
Prom kosmiczny Atlantis zabrał do Kosmicznego Teleskopu Hubble’a okrągły mechanizm o nazwie Soft-Capture Mechanism. Urządzenie zawiera tarczę, która umożliwi bezpieczne dokowanie pojazdu kosmicznego, który zostanie wysłany do HST w celu jego deorbitacji.
Kolejne urządzenie to spektrograf Cosmic Origins Spectrograph (Spektrograf Początków Kosmosu, COS), który jest najdokładniejszym spektrografem pracującym w świetle UV. W przypadku bliskiego UV instrument ten jest dwa razy dokładniejszy od poprzedniego, natomiast w przypadku dalekiego UV instalowany spektrograf jest 30 razy dokładniejszy od poprzedniego. Posłuży on do badania galaktyk, układów planetarnych oraz pomoże w odkrywaniu tajemnic formowania się tych układów.
Inne urządzenie, które zostało zainstalowane na HST to Wide Field Camera 3. Jest to specjalna kamera, która potrafi zarejestrować obrazy w szerokim zakresie długości fal, od podczerwieni do ultrafioletu.
Kolejne instrumenty to interferometr Fine Guidance Sensor, układ sześciu nowych żyroskopów, baterie słoneczne oraz zewnętrzna powłoka izolacyjna.

## Przygotowania do misji

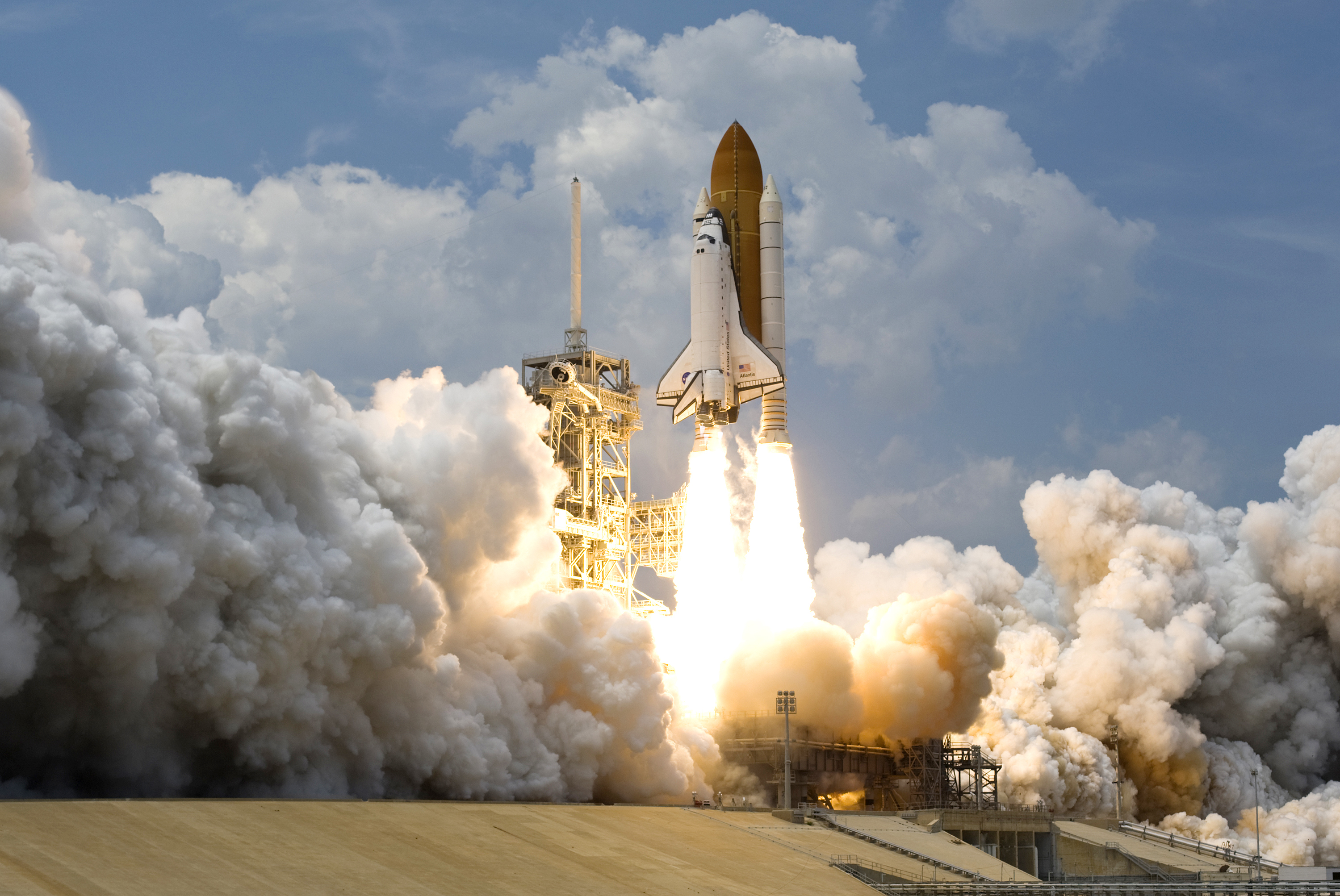
Start STS-125

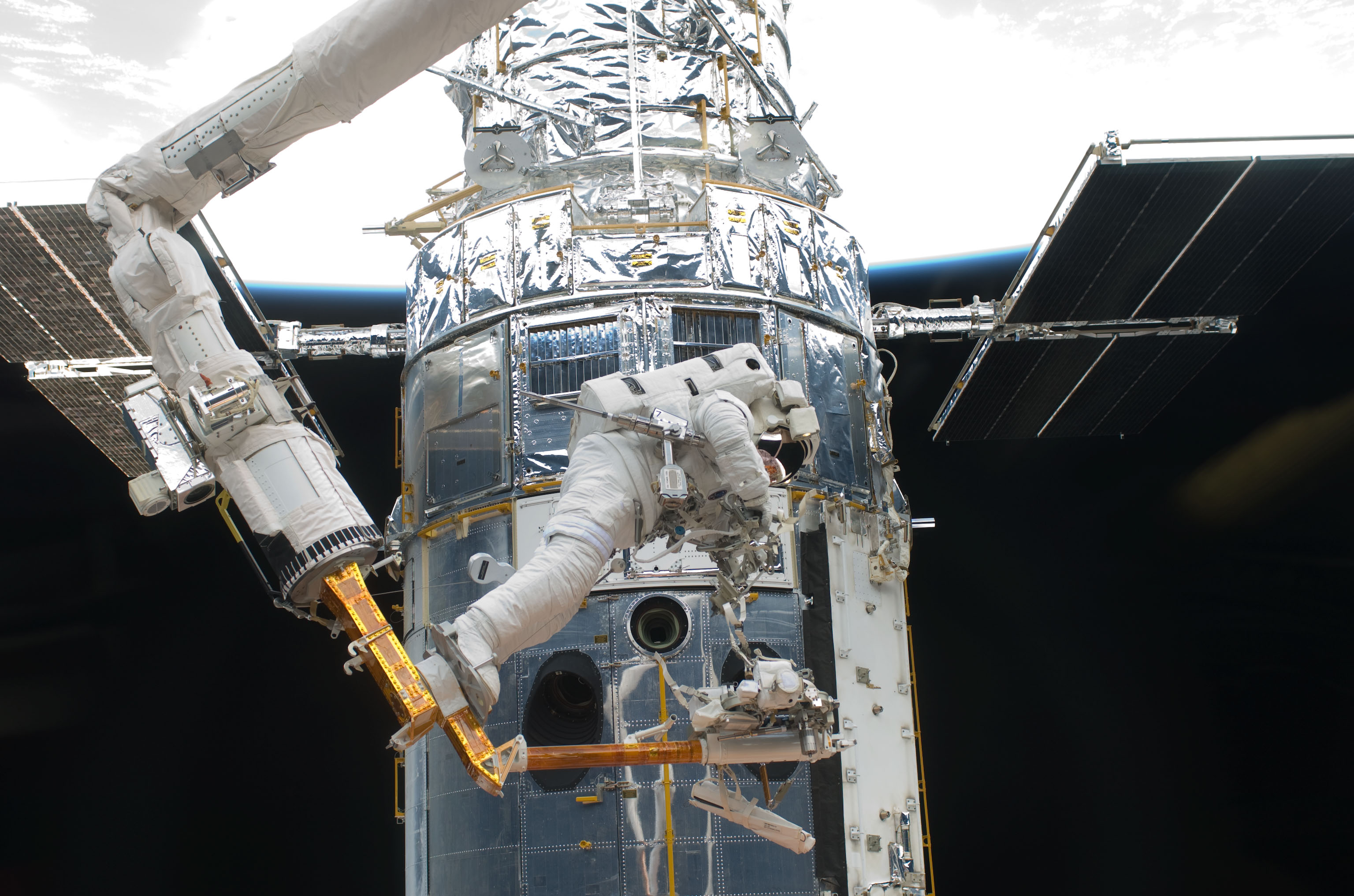
Andrew Feustel podczas pracy przy teleskopie Hubble’a

Pierwotnie misję STS-125 miał obsługiwać prom Discovery, który miał być wyniesiony na orbitę nie wcześniej niż w maju 2008 roku. Misja STS-125 była pierwszą misja naprawczą Kosmicznego Teleskopu Hubble’a, w której użyty był prom Atlantis, gdyż poprzednie tego typu misje były obsługiwane przez prom Discovery – dwa razy oraz przez promy Columbia i Endeavour.
7 lipca 2008 roku NASA ogłosiła, iż start promu Atlantis został przełożony na 8 października 2008 roku z powodu opóźnień w produkcji zewnętrznych zbiorników paliwa. Firma Lockheed Martin postanowiła wyprodukować nowe zbiorniki, zgodnie z zaleceniami komisji badającej przyczyny katastrofy Columbii – CAIB. NASA zaplanowała początek misji STS-125 na 28 sierpnia 2008 roku, w związku z tym niemożliwe było wykonanie dwóch zbiorników, jednego dla promu Atlantis, a drugiego dla promu Endeavour, który miałby wziąć udział w ewentualnej misji ratunkowej w tak krótkim czasie.
W związku z przesunięciem misji STS-125, zmianie uległ początek lotu STS-126 promu Endeavour do Międzynarodowej Stacji Kosmicznej.

## Przebieg misji
źródło
- 4 września 2008 – prom Atlantis został ustawiony na wyrzutni LC-39A w KSC.
- 20 października 2008 – w związku z awarią HST prom został przewieziony z powrotem do VAB.
- 30 października 2008 – lot został przełożony na 12 maja 2009.
- 23 marca 2009 – prom został przewieziony z OPF do VAB.
- 31 marca 2009 – transport promu na stanowisko startowe LC-39A.
- 24 kwietnia 2009 – podjęto decyzję o przyspieszeniu startu o jedną dobę, nowy termin startu to 11 maja 2009.
- 8 maja 2009 o 20:00 UTC – rozpoczęto odliczanie przedstartowe.
- 11 maja 2009 o 18:01:56 UTC – start wahadłowca z wyrzutni LC-39A.
- 13 maja 2009 – o 17:14 UTC przechwycono HST i zaczęto umieszczać go na platformie serwisowej w ładowni, co zakończyło się powodzeniem o 18:12.
- 14 maja 2009 12:52-20:12 UTC (7 h 20 min) – EVA-1 (Grunsfeld i Feustel). Wymieniono kamerę WFPC-2 (Wide Field and Planetary Camera 2, Kamera Szerokokątna i Planetarna 2) na nową WFPC-3 oraz podłączono ją do systemu. Wymieniono komputer służący do komunikacji i zapisywania danych do przesyłania ich na Ziemię.
- 15 maja 2009 12:49-20:45 UTC (7 h 56 min) – EVA-2 (Massimino i Good). Astronauci wymienili 6 stabilizujących położenie HST żyroskopów RSU (Rate Sensor Unit) i trzy 18-letnie baterie akumulatorów.
- 16 maja 2009 13:35–20:11 UTC (6 h 36 min) – EVA-3 (Grunsfeld i Feustel). Zainstalowano nowy spektrograf oraz naprawiono uszkodzoną kamerę.
- 17 maja 2009 13:45-21:47 UTC (8 h 2 min) – EVA-4 (Massimino i Good). Naprawiono, unowocześniono i uruchomiono, nieczynny od 2004 roku[6], spektrograf STIS (Space Telescope Imaging Spectrograph, Spektrometr Obrazujący Teleskopu Kosmicznego). Z powodu przedłużenia się prac nad tym urządzeniem astronauci nie zdążyli zainstalować folii ochronnej na powierzchni teleskopu Hubble'a. Zadanie to zrealizowano podczas następnego, ostatniego spaceru kosmicznego.
- 18 maja 2009 12:20-19:22 UTC (7 h 2 min) – EVA-5 (Grunsfeld, Feustel). Dokończyli oni wymianę baterii oraz wymienili czujnik Fine Guidance Sensor (FGS) oraz zainstalowali folie ochronne na powierzchni teleskopu.
- 19 maja 2009 o 12:57 UTC – HST został zwolniony i rozpoczął samodzielny lot.
- 24 maja 2009 – po kilkukrotnym przekładaniu terminu lądowania ze względu na złą pogodę nad Florydą, zdecydowano, że Atlantis wyląduje w Edwards Air Force Base w Kalifornii.
- 24 maja 2009 o 15:39:05 UTC – koła głównego podwozia promu dotknęły pasa nr 22. Atlantis zatrzymał się o 15:40:15 UTC[2].